# Горан Кнежевић
Горан Кнежевић (Банатски Карловац, 12. мај 1957) је српски политичар, бивши министар привреде. Бивши кошаркаш и спортски радник. Бивши је министар пољопривреде, шумарства и водопривреде у Влади Републике Србије, бивши градоначелник Зрењанина и истакнути функционер Српске напредне странке.

## Биографија
Рођен је у Банатском Карловцу, а убрзо се преселио у Зрењанин, где је завршио основну школу и гимназију. Дипломирао је на Економском факултету у Београду. Радну каријеру започео је у комбинату „Серво Михаљ“ у Зрењанину, где је касније постао директор предузећа СМ Турист.
Ожењен је и отац четворо деце. Говори руски језик.

### Спорт
Професионално је играо кошарку у кошаркашким клубовима Партизан, Војводина и Пролетер. У сезони 1978/1979. био је у саставу КК „Партизан“ када је клуб освојио титулу шампиона Југославије, трофеј купа Југославије и трофеј европског купа Радивоја Кораћа. Године 2005. је био изабран за првог човека Кошаркашког савеза Србије и Црне Горе и на тој функцији је остао годину дана.

### Политика
Кнежевић је политичку каријеру започео као члан Демократске странке. Након политичких промена у октобру 2000. године, изабран је за председника Извршног одбора Скупштине општине Зрењанин. На ванредним изборима за Скупштину Србије, децембра 2003. године, изабран је за посланика у српском парламенту на листи Демократске странке и посланичку дужност је обављао наредне три године.
Као кандидат Демократске странке на првим непосредним локалним изборима, 3. октобра 2004. године, био је изабран за председника општине Зрењанин.
Године 2007. је добио награду „Градоначелник са визијом“, као најуспешнији лидер једне локалне самоуправе у Србији.
Након редовних локалних избора у мају 2008. године и формирања нове локалне власти, Кнежевић је поново изабран на своју дужност (3. јуна 2008), овог пута за градоначелника јер је Зрењанин у међувремену добио статус града. Са функције градоначелника је смењен 23. априла 2009, услед спречености обављања функције градоначелника дуже од 7 месеци.
Дана 27. јануара 2010. године приступио је Српској напредној странци.
Након редовних локалних избора у мају 2012. године, Српска напредна странка је у Зрењанину освојила прво место и успела да обезбеди већину за конституисање органа власти, па је тако 6. јула 2012. Горан Кнежевић поново изабран за градоначелника Зрењанина, а 27. јула исте године изабран је за министра пољопривреде, шумарства и водопривреде у новој Влади Републике Србије коју су формирали СНС, савез СПС-ПУПС-ЈС, и УРС. 30. јула поднео је оставку на место градоначелника Зрењанина.
Током 2018. је био одсутан више месеци због лечења.

## Хапшење
Горан Кнежевић је ухапшен 1. октобра 2008. године у акцији против „грађевинске мафије“. Акцију је водило Специјално тужилаштво за организовани криминал. Одређен му је притвор и 1. априла 2009. године Специјално тужилаштво Србије против Кнежевића је званично подигло оптужницу која га терети злочиначко удруживање, злоупотребу службеног положаја, примање и давање мита. У притвору је остао 13 месеци, а 4. новембра 2009. је пуштен да се брани са слободе. Ослобођен је оптужби пресудом од 1. новембра 2012. године.

## Афера афлатоксин
Дана 19. фебруара 2013. године приликом анализе млека од стране Владе АП Војводине, откривено је повећан ниво афлатоксина, отровне и врло канцерогене супстанце. Од 35 пристиглих резултата млека, које се продаје на територији Војводине чак 29 је било позитивно на афлатоксин. Дозвољена количина је требало да буде 0,05 мкг по литру међутим резултати су показали да је у Србији млеко продавано са толеранцијом од 0,5 мкг што је 10 пута већа количина канцерогене супстанце. Разлог постојања ове супстанце је била да ова супстанца је постојала у зараженом кукурузу који је коришћен за исхрану стоке. На ову анализу контактирано је Министарство пољопривреде Републике Србије на челу са министром Гораном Кнежевићем. Министар пољопривреде је изјавио да млеко са количином од 0,5 мкг афлатоксина потпуно безбедно за употребу. Након што је обављена детаљнија анализа влада Републике Србије и министар Кнежевић изјавио је да у Србији дозвољена количина афлатоксина од 0,5 мкг док је у Европској унији је граница нивоа 0,05. Немачка је прва пронашла повећан ниво алфатокснина М1 у кукурузу који је увезла из Србије. На ову аферу Кнежевић је изјавио да га је афлатоксин затекао и најавио дисциплинске мере, сменивши директоре управа за заштиту биља и управе за ветерину. Први потпредседник владе Александар Вучић најавио је смену још 4 особе због ове афере али не и актуелног министра Кнежевића. Ниво афлатоксина је наставио да се повећава са 0,8 па све до 1,2 мкг по литру. Процењена штета од ове афере мери се од 100 до 125 милиона евра.